# Saison 2024-2025 des Lakers de Los Angeles
La saison 2024-2025 des Lakers de Los Angeles est la 78e saison de la franchise des Lakers (sans compter les Gems de Détroit de la saison 1946-1947 dans la NBL), la 77e saison au sein de la National Basketball Association (NBA) et la 65e saison dans la ville de Los Angeles.
Le 9 avril, les Lakers se qualifient pour les playoffs après leur victoire contre les Mavericks de Dallas (112-97). 
Le 11 avril, ils sont assurés de terminer premier de la Division Pacifique après leur victoire contre les Rockets de Houston (140-109).
Le 30 avril, ils sont éliminés par les Timberwolves du Minnesota au premier tour des playoffs (1-4).

## Draft
| Tour | Choix | Joueur        | Poste | Nationalité | Provenance              |
| ---- | ----- | ------------- | ----- | ----------- | ----------------------- |
| 1    | 17    | Dalton Knecht | SF    | États-Unis  | Volunteers du Tennessee |
| 2    | 55    | Bronny James  | SG    | États-Unis  | Trojans de l'USC        |

## Matchs

### Summer League
| Summer League Total: 3-5 |

| Match | Date match | Équipe              | Score    | Meilleur marqueur  | Meilleur rebondeur   | Meilleur passeur  | Lieux Spectateurs  | Série |
| ----- | ---------- | ------------------- | -------- | ------------------ | -------------------- | ----------------- | ------------------ | ----- |
| 1     | 6 juillet  | Sacramento - Team 2 | D 94-108 | Blake Hinson (17)  | Colin Castleton (10) | Tommy Kuhse (8)   | Chase Center 0     | 0 - 1 |
| 2     | 7 juillet  | Golden State        | D 68-92  | Dalton Knecht (12) | Colin Castleton (10) | Trois joueurs (2) | Chase Center 9 674 | 0 - 2 |
| 3     | 10 juillet | Miami               | D 76-80  | Dalton Knecht (20) | Colin Castleton (11) | Kuhse, Lewis (5)  | Chase Center 0     | 0 - 3 |

| Match | Date match | Équipe    | Score    | Meilleur marqueur    | Meilleur rebondeur   | Meilleur passeur       | Lieux Spectateurs      | Série |
| ----- | ---------- | --------- | -------- | -------------------- | -------------------- | ---------------------- | ---------------------- | ----- |
| 1     | 12 juillet | Houston   | D 80-99  | Dalton Knecht (25)   | Colin Castleton (10) | Trent Forrest (6)      | Thomas & Mack Center 0 | 0 - 1 |
| 2     | 15 juillet | Boston    | D 74-88  | Dalton Knecht (19)   | Colin Castleton (8)  | Sean East II (5)       | Thomas & Mack Center 0 | 0 - 2 |
| 3     | 17 juillet | Atlanta   | V 87-86  | Colin Castleton (17) | Colin Castleton (12) | Castleton, East II (6) | Thomas & Mack Center 0 | 1 - 2 |
| 4     | 18 juillet | Cleveland | V 93-89  | Dalton Knecht (20)   | Dalton Knecht (7)    | Colin Castleton (7)    | Thomas & Mack Center 0 | 2 - 2 |
| 5     | 20 juillet | Chicago   | V 107-81 | Blake Hinson (25)    | Grayson Murphy (11)  | Grayson Murphy (10)    | Thomas & Mack Center 0 | 3 - 2 |

### Pré-saison
| Pré-saison Total: 2-4 (Domicile : 0-3; Extérieur : 2-1) |

| Match | Date match | Équipe         | Score          | Meilleur marqueur   | Meilleur rebondeur | Meilleur passeur        | Lieux Spectateurs       | Série |
| ----- | ---------- | -------------- | -------------- | ------------------- | ------------------ | ----------------------- | ----------------------- | ----- |
| 1     | 4 octobre  | Minnesota      | D 107-124      | Knecht, Reaves (16) | Max Christie (7)   | Austin Reaves (7)       | Acrisure Arena 9 235    | 0 - 1 |
| 2     | 6 octobre  | Phoenix        | D 114-118      | LeBron James (19)   | Trois joueurs (8)  | Austin Reaves (7)       | Acrisure Arena 9 494    | 0 - 2 |
| 3     | 10 octobre | @ Milwaukee    | V 107-102      | Rui Hachimura (14)  | Davis, Knecht (8)  | D'Angelo Russell (6)    | Fiserv Forum 15 526     | 1 - 2 |
| 4     | 15 octobre | Golden State   | D 97-111       | Anthony Davis (24)  | Anthony Davis (12) | LeBron James (4)        | T-Mobile Arena 16 907   | 1 - 3 |
| 5     | 17 octobre | @ Phoenix      | V 128-122 (OT) | Davis, Knecht (35)  | Anthony Davis (10) | D'Angelo Russell (10)   | Footprint Center 17 071 | 2 - 3 |
| 6     | 18 octobre | @ Golden State | D 74-132       | Quincy Olivari (22) | Trois joueurs (7)  | Jalen Hood-Schifino (7) | Chase Center 18 064     | 2 - 4 |

### Saison régulière
| Saison régulière Total: 50-32 (Domicile : 30-10; Extérieur : 20-22) |

| Match | Date match | Équipe      | Score     | Meilleur marqueur  | Meilleur rebondeur | Meilleur passeur     | Lieux Spectateurs                 | Série |
| ----- | ---------- | ----------- | --------- | ------------------ | ------------------ | -------------------- | --------------------------------- | ----- |
| 1     | 22 octobre | Minnesota   | V 110-103 | Anthony Davis (36) | Anthony Davis (16) | D'Angelo Russell (5) | Crypto.com Arena 18 997           | 1 - 0 |
| 2     | 25 octobre | Phoenix     | V 123-116 | Anthony Davis (35) | Anthony Davis (8)  | James, Reaves (8)    | Crypto.com Arena 18 997           | 2 - 0 |
| 3     | 26 octobre | Sacramento  | V 131-127 | LeBron James (32)  | LeBron James (14)  | LeBron James (10)    | Crypto.com Arena 18 997           | 3 - 0 |
| 4     | 28 octobre | @ Phoenix   | D 105-109 | Anthony Davis (29) | Anthony Davis (15) | James, Russell (8)   | Footprint Center 17 071           | 3 - 1 |
| 5     | 30 octobre | @ Cleveland | D 110-134 | LeBron James (26)  | Anthony Davis (13) | D'Angelo Russell (5) | Rocket Mortgage FieldHouse 19 432 | 3 - 2 |

| Match                                  | Date match   | Équipe                | Score     | Meilleur marqueur  | Meilleur rebondeur | Meilleur passeur  | Lieux Spectateurs           | Série  |
| -------------------------------------- | ------------ | --------------------- | --------- | ------------------ | ------------------ | ----------------- | --------------------------- | ------ |
| 6                                      | 1er novembre | @ Toronto             | V 131-125 | Anthony Davis (38) | Anthony Davis (11) | LeBron James (10) | Scotiabank Arena 19 800     | 4 - 2  |
| 7                                      | 4 novembre   | @ Détroit             | D 103-115 | Anthony Davis (37) | Anthony Davis (9)  | LeBron James (11) | Little Caesars Arena 20 062 | 4 - 3  |
| 8                                      | 6 novembre   | @ Memphis             | D 114-131 | LeBron James (39)  | Jaxson Hayes (10)  | LeBron James (6)  | FedExForum 17 794           | 4 - 4  |
| 9                                      | 8 novembre   | Philadelphie          | V 116-106 | Anthony Davis (31) | LeBron James (12)  | LeBron James (13) | Crypto.com Arena 18 485     | 5 - 4  |
| 10                                     | 10 novembre  | Toronto               | V 123-103 | Austin Reaves (27) | LeBron James (10)  | LeBron James (16) | Crypto.com Arena 18 997     | 6 - 4  |
| 11                                     | 13 novembre  | Memphis               | V 128-123 | LeBron James (35)  | Anthony Davis (14) | LeBron James (14) | Crypto.com Arena 18 997     | 7 - 4  |
| 12                                     | 15 novembre  | @ San Antonio*        | V 120-115 | Anthony Davis (40) | LeBron James (16)  | LeBron James (12) | Frost Bank Center 18 916    | 8 - 4  |
| 13                                     | 16 novembre  | @ La Nouvelle-Orléans | V 104-99  | Anthony Davis (31) | Anthony Davis (14) | Austin Reaves (7) | Smoothie King Center 18 761 | 9 - 4  |
| 14                                     | 19 novembre  | Utah*                 | V 124-118 | Dalton Knecht (37) | Anthony Davis (14) | LeBron James (12) | Crypto.com Arena 18 997     | 10 - 4 |
| 15                                     | 21 novembre  | Orlando               | D 118-119 | Anthony Davis (39) | LeBron James (10)  | LeBron James (7)  | Crypto.com Arena 18 997     | 10 - 5 |
| 16                                     | 23 novembre  | Denver                | D 102-127 | Austin Reaves (19) | Anthony Davis (10) | LeBron James (7)  | Crypto.com Arena 18 997     | 10 - 6 |
| 17                                     | 26 novembre  | @ Phoenix*            | D 100-127 | Anthony Davis (25) | Anthony Davis (15) | LeBron James (10) | Footprint Center 17 071     | 10 - 7 |
| 18                                     | 27 novembre  | @ San Antonio         | V 119-101 | Dalton Knecht (20) | Anthony Davis (14) | LeBron James (11) | Frost Bank Center 19 120    | 11 - 7 |
| 19                                     | 29 novembre  | Oklahoma City*        | D 93-101  | Dalton Knecht (20) | Anthony Davis (12) | Anthony Davis (7) | Crypto.com Arena 18 997     | 11 - 8 |
| *Matchs comptant pour la NBA Cup 2024. |              |                       |           |                    |                    |                   |                             |        |

| Match | Date match   | Équipe         | Score          | Meilleur marqueur     | Meilleur rebondeur  | Meilleur passeur      | Lieux Spectateurs       | Série   |
| ----- | ------------ | -------------- | -------------- | --------------------- | ------------------- | --------------------- | ----------------------- | ------- |
| 20    | 1er décembre | @ Utah         | V 105-104      | Anthony Davis (33)    | Anthony Davis (11)  | LeBron James (14)     | Delta Center 18 175     | 12 - 8  |
| 21    | 2 décembre   | @ Minnesota    | D 80-109       | D'Angelo Russell (20) | Anthony Davis (11)  | Davis, Russell (5)    | Target Center 18 978    | 12 - 9  |
| 22    | 4 décembre   | @ Miami        | D 93-134       | LeBron James (29)     | Christie, Davis (7) | LeBron James (8)      | Kaseya Center 19 657    | 12 - 10 |
| 23    | 6 décembre   | @ Atlanta      | D 132-134 (OT) | LeBron James (39)     | Davis, James (10)   | LeBron James (11)     | State Farm Arena 18 040 | 12 - 11 |
| 24    | 8 décembre   | Portland       | V 107-98       | Anthony Davis (30)    | Anthony Davis (11)  | D'Angelo Russell (14) | Crypto.com Arena 18 997 | 13 - 11 |
| 25    | 13 décembre  | @ Minnesota    | D 87-97        | Anthony Davis (23)    | Anthony Davis (11)  | Austin Reaves (5)     | Target Center 18 978    | 13 - 12 |
| 26    | 15 décembre  | Memphis        | V 116-110      | Anthony Davis (40)    | Anthony Davis (16)  | James, Reaves (8)     | Crypto.com Arena 15 106 | 14 - 12 |
| 27    | 19 décembre  | @ Sacramento   | V 113-100      | Austin Reaves (25)    | Anthony Davis (19)  | LeBron James (7)      | Golden 1 Center 17 832  | 15 - 12 |
| 28    | 21 décembre  | @ Sacramento   | V 103-99       | LeBron James (32)     | Anthony Davis (15)  | LeBron James (6)      | Golden 1 Center 17 832  | 16 - 12 |
| 29    | 23 décembre  | Détroit        | D 114-117      | LeBron James (28)     | LeBron James (11)   | LeBron James (11)     | Crypto.com Arena 18 997 | 16 - 13 |
| 30    | 25 décembre  | @ Golden State | V 115-113      | LeBron James (31)     | Austin Reaves (10)  | James, Reaves (10)    | Chase Center 18 064     | 17 - 13 |
| 31    | 28 décembre  | Sacramento     | V 132-122      | Anthony Davis (36)    | Anthony Davis (15)  | Austin Reaves (16)    | Crypto.com Arena 18 997 | 18 - 13 |
| 32    | 31 décembre  | Cleveland      | D 110-122      | Austin Reaves (35)    | Anthony Davis (13)  | Austin Reaves (10)    | Crypto.com Arena 18 997 | 18 - 14 |

| Match                                                                 | Date match | Équipe          | Score     | Meilleur marqueur  | Meilleur rebondeur | Meilleur passeur   | Lieux Spectateurs               | Série   |
| --------------------------------------------------------------------- | ---------- | --------------- | --------- | ------------------ | ------------------ | ------------------ | ------------------------------- | ------- |
| 33                                                                    | 2 janvier  | Portland        | V 114-106 | LeBron James (38)  | Koloko, Reaves (8) | Austin Reaves (11) | Crypto.com Arena 17 812         | 19 - 14 |
| 34                                                                    | 3 janvier  | Atlanta         | V 119-102 | LeBron James (30)  | Anthony Davis (19) | LeBron James (8)   | Crypto.com Arena 18 997         | 20 - 14 |
| 35                                                                    | 5 janvier  | @ Houston       | D 115-119 | Anthony Davis (30) | Davis, James (13)  | Austin Reaves (10) | Toyota Center 18 055            | 20 - 15 |
| 36                                                                    | 7 janvier  | @ Dallas        | D 97-118  | Anthony Davis (21) | Anthony Davis (12) | LeBron James (8)   | American Airlines Center 20 126 | 20 - 16 |
| -                                                                     | 9 janvier  | Charlotte       | Reporté*  | Reporté*           | Reporté*           | Reporté*           | Crypto.com Arena                | -       |
| -                                                                     | 11 janvier | San Antonio     | Reporté*  | Reporté*           | Reporté*           | Reporté*           | Crypto.com Arena                | -       |
| 37                                                                    | 13 janvier | San Antonio     | D 102-126 | Anthony Davis (30) | Anthony Davis (13) | James, Reaves (8)  | Crypto.com Arena 18 737         | 20 - 17 |
| 38                                                                    | 15 janvier | Miami           | V 117-108 | Rui Hachimura (23) | Anthony Davis (11) | Austin Reaves (14) | Crypto.com Arena 17 005         | 21 - 17 |
| 39                                                                    | 17 janvier | Brooklyn        | V 102-101 | Austin Reaves (38) | Jaxson Hayes (9)   | LeBron James (8)   | Crypto.com Arena 18 473         | 22 - 17 |
| 40                                                                    | 19 janvier | @ L.A. Clippers | D 102-116 | LeBron James (25)  | Anthony Davis (10) | LeBron James (11)  | Intuit Dome 17 927              | 22 - 18 |
| 41                                                                    | 21 janvier | Washington      | V 111-88  | Anthony Davis (29) | Anthony Davis (16) | LeBron James (13)  | Crypto.com Arena 18 672         | 23 - 18 |
| 42                                                                    | 23 janvier | Boston          | V 117-96  | Anthony Davis (24) | LeBron James (14)  | James, Reaves (6)  | Crypto.com Arena 18 997         | 24 - 18 |
| 43                                                                    | 25 janvier | @ Golden State  | V 118-108 | Anthony Davis (36) | Anthony Davis (13) | LeBron James (12)  | Chase Center 18 064             | 25 - 18 |
| 44                                                                    | 27 janvier | @ Charlotte     | V 112-107 | Anthony Davis (42) | Anthony Davis (23) | LeBron James (8)   | Spectrum Center 19 483          | 26 - 18 |
| 45                                                                    | 28 janvier | @ Philadelphie  | D 104-118 | LeBron James (31)  | LeBron James (8)   | LeBron James (9)   | Wells Fargo Center 19 775       | 26 - 19 |
| 46                                                                    | 30 janvier | @ Washington    | V 134-96  | LeBron James (24)  | Jaxson Hayes (10)  | LeBron James (11)  | Capital One Arena 17 491        | 27 - 19 |
| * Les matchs ont été reportés à la suite des incendies à Los Angeles. |            |                 |           |                    |                    |                    |                                 |         |

| Match                  | Date match  | Équipe          | Score     | Meilleur marqueur  | Meilleur rebondeur | Meilleur passeur    | Lieux Spectateurs            | Série   |
| ---------------------- | ----------- | --------------- | --------- | ------------------ | ------------------ | ------------------- | ---------------------------- | ------- |
| 47                     | 1er février | @ New York      | V 128-112 | LeBron James (33)  | LeBron James (11)  | LeBron James (12)   | Madison Square Garden 19 812 | 28 - 19 |
| 48                     | 4 février   | @ L.A. Clippers | V 122-97  | LeBron James (26)  | LeBron James (8)   | James, Reaves (9)   | Intuit Dome 17 927           | 29 - 19 |
| 49                     | 6 février   | Golden State    | V 120-112 | LeBron James (42)  | LeBron James (17)  | LeBron James (8)    | Crypto.com Arena 18 997      | 30 - 19 |
| 50                     | 8 février   | Indiana         | V 124-117 | Austin Reaves (45) | Jaxson Hayes (12)  | Reaves, Vincent (7) | Crypto.com Arena 18 997      | 31 - 19 |
| 51                     | 10 février  | Utah            | V 132-113 | LeBron James (24)  | Austin Reaves (9)  | LeBron James (8)    | Crypto.com Arena 18 997      | 32 - 19 |
| 52                     | 12 février  | @ Utah          | D 119-131 | Rui Hachimura (19) | Alex Len (7)       | Austin Reaves (11)  | Delta Center 18 175          | 32 - 20 |
| NBA All-Star Game 2025 |             |                 |           |                    |                    |                     |                              |         |
| 53                     | 19 février  | Charlotte       | D 97-100  | LeBron James (26)  | Luka Dončić (11)   | LeBron James (11)   | Crypto.com Arena 18 997      | 32 - 21 |
| 54                     | 20 février  | @ Portland      | V 110-102 | LeBron James (40)  | Rui Hachimura (12) | Austin Reaves (7)   | Moda Center 19 399           | 33 - 21 |
| 55                     | 22 février  | @ Denver        | V 123-100 | Luka Dončić (32)   | Luka Dončić (10)   | Dončić, Reaves (7)  | Ball Arena 19 998            | 34 - 21 |
| 56                     | 25 février  | Dallas          | V 107-99  | LeBron James (27)  | Luka Dončić (15)   | Luka Dončić (12)    | Crypto.com Arena 18 997      | 35 - 21 |
| 57                     | 27 février  | Minnesota       | V 111-102 | LeBron James (33)  | LeBron James (17)  | LeBron James (6)    | Crypto.com Arena 18 997      | 36 - 21 |
| 58                     | 28 février  | L.A. Clippers   | V 106-102 | Luka Dončić (31)   | LeBron James (13)  | Luka Dončić (5)     | Crypto.com Arena 18 997      | 37 - 21 |

| Match | Date match | Équipe              | Score          | Meilleur marqueur     | Meilleur rebondeur       | Meilleur passeur      | Lieux Spectateurs            | Série   |
| ----- | ---------- | ------------------- | -------------- | --------------------- | ------------------------ | --------------------- | ---------------------------- | ------- |
| 59    | 2 mars     | L.A. Clippers       | V 108-102      | Luka Dončić (29)      | Jarred Vanderbilt (9)    | Dončić, L. James (9)  | Crypto.com Arena 18 997      | 38 - 21 |
| 60    | 4 mars     | La Nouvelle-Orléans | V 136-115      | LeBron James (34)     | Jaxson Hayes (10)        | Luka Dončić (15)      | Crypto.com Arena 18 997      | 39 - 21 |
| 61    | 6 mars     | New York            | V 113-109 (OT) | Luka Dončić (32)      | LeBron James (12)        | Luka Dončić (12)      | Crypto.com Arena 18 997      | 40 - 21 |
| 62    | 8 mars     | @ Boston            | D 101-111      | Luka Dončić (34)      | LeBron James (14)        | LeBron James (9)      | TD Garden 19 156             | 40 - 22 |
| 63    | 10 mars    | @ Brooklyn          | D 108-111      | Gabe Vincent (24)     | Luka Dončić (12)         | Luka Dončić (12)      | Barclays Center 18 215       | 40 - 23 |
| 64    | 13 mars    | @ Milwaukee         | D 106-125      | Luka Dončić (45)      | Luka Dončić (11)         | Quatre joueurs (3)    | Fiserv Forum 18 017          | 40 - 24 |
| 65    | 14 mars    | @ Denver            | D 126-131      | Austin Reaves (37)    | Austin Reaves (8)        | Austin Reaves (13)    | Ball Arena 19 946            | 40 - 25 |
| 66    | 16 mars    | Phoenix             | V 107-96       | Luka Dončić (33)      | Luka Dončić (11)         | Luka Dončić (8)       | Crypto.com Arena 18 997      | 41 - 25 |
| 67    | 17 mars    | San Antonio         | V 125-109      | Austin Reaves (30)    | Jaxson Hayes (11)        | Luka Dončić (14)      | Crypto.com Arena 17 723      | 42 - 25 |
| 68    | 19 mars    | Denver              | V 120-108      | Luka Dončić (31)      | Luka Dončić (8)          | Austin Reaves (8)     | Crypto.com Arena 18 997      | 43 - 25 |
| 69    | 20 mars    | Milwaukee           | D 89-118       | B. James, Knecht (17) | Alex Len (9)             | Goodwin, B. James (5) | Crypto.com Arena 17 709      | 43 - 26 |
| 70    | 22 mars    | Chicago             | D 115-146      | Luka Dončić (34)      | Luka Dončić (8)          | Luka Dončić (6)       | Crypto.com Arena 18 997      | 43 - 27 |
| 71    | 24 mars    | @ Orlando           | D 106-118      | Luka Dončić (32)      | Dončić, Finney-Smith (7) | Dončić, James (7)     | Kia Center 19 598            | 43 - 28 |
| 72    | 26 mars    | @ Indiana           | V 120-119      | Luka Dončić (34)      | LeBron James (13)        | Dončić, James (7)     | Gainbridge Fieldhouse 17 274 | 44 - 28 |
| 73    | 27 mars    | @ Chicago           | D 117-119      | Austin Reaves (30)    | Luka Dončić (10)         | LeBron James (12)     | United Center 21 957         | 44 - 29 |
| 74    | 29 mars    | @ Memphis           | V 134-127      | Luka Dončić (29)      | Luka Dončić (8)          | Luka Dončić (9)       | FedExForum 18 087            | 45 - 29 |
| 75    | 31 mars    | Houston             | V 104-98       | Trois joueurs (20)    | James, Reaves (8)        | Luka Dončić (9)       | Crypto.com Arena 18 997      | 46 - 29 |

| Match | Date match | Équipe              | Score     | Meilleur marqueur  | Meilleur rebondeur     | Meilleur passeur     | Lieux Spectateurs               | Série   |
| ----- | ---------- | ------------------- | --------- | ------------------ | ---------------------- | -------------------- | ------------------------------- | ------- |
| 76    | 3 avril    | Golden State        | D 116-123 | LeBron James (33)  | Luka Dončić (8)        | LeBron James (9)     | Crypto.com Arena 18 997         | 46 - 30 |
| 77    | 4 avril    | La Nouvelle-Orléans | V 124-108 | Luka Dončić (35)   | Jaxson Hayes (12)      | LeBron James (8)     | Crypto.com Arena 18 997         | 47 - 30 |
| 78    | 6 avril    | @ Oklahoma City     | V 126-99  | Luka Dončić (30)   | Trois joueurs (7)      | LeBron James (7)     | Paycom Center 18 203            | 48 - 30 |
| 79    | 8 avril    | @ Oklahoma City     | D 120-136 | LeBron James (28)  | Jarred Vanderbilt (12) | Dončić, Reaves (5)   | Paycom Center 18 203            | 48 - 31 |
| 80    | 9 avril    | @ Dallas            | V 112-97  | Luka Dončić (45)   | Luka Dončić (8)        | Luka Dončić (6)      | American Airlines Center 20 841 | 49 - 31 |
| 81    | 11 avril   | Houston             | V 140-109 | Luka Dončić (39)   | Luka Dončić (8)        | LeBron James (8)     | Crypto.com Arena 18 997         | 50 - 31 |
| 82    | 13 avril   | @ Portland          | D 81-109  | Dalton Knecht (27) | Trois joueurs (8)      | B. James, Morris (6) | Moda Center 19 335              | 50 - 32 |

### Playoffs
| Playoffs Total: 1-4 (Domicile : 1-2; Extérieur : 0-2) |

| Match | Date match | Équipe      | Score     | Meilleur marqueur | Meilleur rebondeur | Meilleur passeur  | Lieux Spectateurs       | Série |
| ----- | ---------- | ----------- | --------- | ----------------- | ------------------ | ----------------- | ----------------------- | ----- |
| 1     | 19 avril   | Minnesota   | D 95-117  | Luka Dončić (37)  | Luka Dončić (8)    | James, Reaves (3) | Crypto.com Arena 18 997 | 0 - 1 |
| 2     | 22 avril   | Minnesota   | V 94-85   | Luka Dončić (31)  | Luka Dončić (12)   | Luka Dončić (9)   | Crypto.com Arena 18 997 | 1 - 1 |
| 3     | 25 avril   | @ Minnesota | D 104-116 | LeBron James (38) | LeBron James (10)  | Luka Dončić (8)   | Target Center 19 312    | 1 - 2 |
| 4     | 27 avril   | @ Minnesota | D 113-116 | Luka Dončić (38)  | LeBron James (12)  | LeBron James (8)  | Target Center 19 289    | 1 - 3 |
| 5     | 30 avril   | Minnesota   | D 96-103  | Luka Dončić (28)  | Trois joueurs (7)  | Luka Dončić (9)   | Crypto.com Arena 18 997 | 1 - 4 |

### Confrontations en saison régulière
| Conférence Est      | Conférence Est                              | Conférence Est                              | Conférence Ouest                            | Conférence Ouest                            | Conférence Ouest                            | Conférence Ouest                            | Conférence Ouest                            |
| Division Atlantique | Division Atlantique                         | Division Atlantique                         | Division Nord-Ouest                         | Division Nord-Ouest                         | Division Nord-Ouest                         | Division Nord-Ouest                         | Division Nord-Ouest                         |
| Équipe              | Domicile                                    | Extérieur                                   | Équipe                                      | Domicile                                    | Domicile                                    | Extérieur                                   | Extérieur                                   |
| ------------------- | ------------------------------------------- | ------------------------------------------- | ------------------------------------------- | ------------------------------------------- | ------------------------------------------- | ------------------------------------------- | ------------------------------------------- |
| Boston              | 117-96                                      | 101-111                                     | Denver                                      | 102-127                                     | 120-108                                     | 123-100                                     | 126-131                                     |
| Brooklyn            | 102-101                                     | 108-111                                     | Minnesota                                   | 110-103                                     | 111-102                                     | 80-109                                      | 87-97                                       |
| New York            | 113-109 (OT)                                | 128-112                                     | Oklahoma City                               | 93-101                                      |                                             | 126-99                                      | 120-136                                     |
| Philadelphie        | 116-106                                     | 104-118                                     | Portland                                    | 107-98                                      | 114-106                                     | 110-102                                     | 81-109                                      |
| Toronto             | 123-103                                     | 131-125                                     | Utah                                        | 124-118                                     | 132-113                                     | 105-104                                     | 119-131                                     |
| Division            | 7-3 (Domicile : 5-0; Extérieur : 2-3)       | 7-3 (Domicile : 5-0; Extérieur : 2-3)       | Division                                    | 11-8 (Domicile : 7-2; Extérieur : 4-6)      | 11-8 (Domicile : 7-2; Extérieur : 4-6)      | 11-8 (Domicile : 7-2; Extérieur : 4-6)      | 11-8 (Domicile : 7-2; Extérieur : 4-6)      |
| Division Centrale   | Division Centrale                           | Division Centrale                           | Division Pacifique                          | Division Pacifique                          | Division Pacifique                          | Division Pacifique                          | Division Pacifique                          |
| Équipe              | Domicile                                    | Extérieur                                   | Équipe                                      | Domicile                                    | Domicile                                    | Extérieur                                   | Extérieur                                   |
| Chicago             | 115-146                                     | 117-119                                     | Golden State                                | 120-112                                     | 116-123                                     | 115-113                                     | 118-108                                     |
| Cleveland           | 110-122                                     | 110-134                                     | L.A. Clippers                               | 106-102                                     | 108-102                                     | 102-116                                     | 122-97                                      |
| Detroit             | 114-117                                     | 103-115                                     |                                             |                                             |                                             |                                             |                                             |
| Indiana             | 124-117                                     | 120-119                                     | Phoenix                                     | 123-116                                     | 107-96                                      | 105-109                                     | 100-127                                     |
| Milwaukee           | 89-118                                      | 106-125                                     | Sacramento                                  | 131-127                                     | 132-122                                     | 113-100                                     | 103-99                                      |
| Division            | 2-8 (Domicile : 1-4; Extérieur : 1-4)       | 2-8 (Domicile : 1-4; Extérieur : 1-4)       | Division                                    | 12-4 (Domicile : 7-1; Extérieur : 5-3)      | 12-4 (Domicile : 7-1; Extérieur : 5-3)      | 12-4 (Domicile : 7-1; Extérieur : 5-3)      | 12-4 (Domicile : 7-1; Extérieur : 5-3)      |
| Division Sud-Est    | Division Sud-Est                            | Division Sud-Est                            | Division Sud-Ouest                          | Division Sud-Ouest                          | Division Sud-Ouest                          | Division Sud-Ouest                          | Division Sud-Ouest                          |
| Équipe              | Domicile                                    | Extérieur                                   | Équipe                                      | Domicile                                    | Domicile                                    | Extérieur                                   | Extérieur                                   |
| Atlanta             | 119-102                                     | 132-134 (OT)                                | Dallas                                      | 107-99                                      |                                             | 97-118                                      | 112-97                                      |
| Charlotte           | 97-100                                      | 112-107                                     | Houston                                     | 104-98                                      | 140-109                                     | 115-119                                     |                                             |
| Miami               | 117-108                                     | 93-134                                      | Memphis                                     | 128-123                                     | 116-110                                     | 114-131                                     | 134-127                                     |
| Orlando             | 118-119                                     | 106-118                                     | New Orleans                                 | 136-115                                     | 124-108                                     | 104-99                                      |                                             |
| Washington          | 111-88                                      | 134-96                                      | San Antonio                                 | 125-109                                     | 102-126                                     | 120-115                                     | 119-101                                     |
| Division            | 5-5 (Domicile : 3-2; Extérieur : 2-3)       | 5-5 (Domicile : 3-2; Extérieur : 2-3)       | Division                                    | 13-4 (Domicile : 8-1; Extérieur : 5-3)      | 13-4 (Domicile : 8-1; Extérieur : 5-3)      | 13-4 (Domicile : 8-1; Extérieur : 5-3)      | 13-4 (Domicile : 8-1; Extérieur : 5-3)      |
| Conférence          | 14-16 (Domicile : 9-6; Extérieur : 5-10)    | 14-16 (Domicile : 9-6; Extérieur : 5-10)    | Conférence                                  | 36-16 (Domicile : 22-4; Extérieur : 14-12)  | 36-16 (Domicile : 22-4; Extérieur : 14-12)  | 36-16 (Domicile : 22-4; Extérieur : 14-12)  | 36-16 (Domicile : 22-4; Extérieur : 14-12)  |
| Total               | 50-32 (Domicile : 31-10; Extérieur : 19-22) | 50-32 (Domicile : 31-10; Extérieur : 19-22) | 50-32 (Domicile : 31-10; Extérieur : 19-22) | 50-32 (Domicile : 31-10; Extérieur : 19-22) | 50-32 (Domicile : 31-10; Extérieur : 19-22) | 50-32 (Domicile : 31-10; Extérieur : 19-22) | 50-32 (Domicile : 31-10; Extérieur : 19-22) |

## Classements

### Saison régulière
| Conférence Ouest | Conférence Ouest                    | Conférence Ouest | Conférence Ouest | Conférence Ouest | Conférence Ouest | Conférence Ouest | Conférence Ouest |
| No               | Franchise                           | Vic.             | Def.             | MJ               | V/D              | GB               |                  |
| ---------------- | ----------------------------------- | ---------------- | ---------------- | ---------------- | ---------------- | ---------------- | ---------------- |
| 1                | Thunder d'Oklahoma City - c         | 68               | 14               | 82               | .829             | –                |                  |
| 2                | Rockets de Houston - y              | 52               | 30               | 82               | .634             | 16               |                  |
| 3                | Lakers de Los Angeles - y           | 50               | 32               | 82               | .610             | 18               |                  |
| 4                | Nuggets de Denver - x               | 50               | 32               | 82               | .610             | 18               |                  |
| 5                | Clippers de Los Angeles - x         | 50               | 32               | 82               | .610             | 18               |                  |
| 6                | Timberwolves du Minnesota - x       | 49               | 33               | 82               | .598             | 19               |                  |
|                  |                                     |                  |                  |                  |                  |                  |                  |
| 7                | Warriors de Golden State - x        | 48               | 34               | 82               | .585             | 20               |                  |
| 8                | Grizzlies de Memphis - x            | 48               | 34               | 82               | .585             | 20               |                  |
| 9                | Kings de Sacramento - pi            | 40               | 42               | 82               | .488             | 28               |                  |
| 10               | Mavericks de Dallas - pi            | 39               | 43               | 82               | .476             | 29               |                  |
|                  |                                     |                  |                  |                  |                  |                  |                  |
| 11               | Suns de Phoenix - o                 | 36               | 46               | 82               | .439             | 32               |                  |
| 12               | Trail Blazers de Portland - o       | 36               | 46               | 82               | .439             | 32               |                  |
| 13               | Spurs de San Antonio - o            | 34               | 48               | 82               | .415             | 34               |                  |
| 14               | Pelicans de La Nouvelle-Orléans - o | 21               | 61               | 82               | .256             | 47               |                  |
| 15               | Jazz de l'Utah - o                  | 17               | 65               | 82               | .207             | 51               |                  |

| Division Pacifique           | V  | D  | MJ | V/D  | GB | Dom   | Ext   | Div  |
| ---------------------------- | -- | -- | -- | ---- | -- | ----- | ----- | ---- |
| Lakers de Los Angeles - y    | 50 | 32 | 82 | .610 | –  | 31-10 | 19-22 | 12-4 |
| Clippers de Los Angeles - x  | 50 | 32 | 82 | .610 | –  | 30-11 | 20-21 | 9-7  |
| Warriors de Golden State - x | 48 | 34 | 82 | .585 | 2  | 24-17 | 24-17 | 5-11 |
| Kings de Sacramento - pi     | 40 | 42 | 82 | .488 | 10 | 20-21 | 20-21 | 5-11 |
| Suns de Phoenix - o          | 36 | 46 | 82 | .439 | 14 | 24-17 | 12-29 | 9-7  |

### NBA In-Season Tournament
| Rang | Équipe                  | %    | J | G | P | Pp  | Pc  | Diff |
| ---- | ----------------------- | ---- | - | - | - | --- | --- | ---- |
| 1    | Thunder d'Oklahoma City | .750 | 4 | 3 | 1 | 437 | 392 | 45   |
| 2    | Suns de Phoenix         | .750 | 4 | 3 | 1 | 434 | 404 | 30   |
| 3    | Lakers de Los Angeles   | .500 | 4 | 2 | 2 | 437 | 461 | -24  |
| 4    | Spurs de San Antonio    | .500 | 4 | 2 | 2 | 446 | 443 | 3    |
| 5    | Jazz de l'Utah          | .000 | 4 | 0 | 4 | 451 | 505 | -54  |

|  | Quarts de finale                     | Quarts de finale                 | Quarts de finale                 | Quarts de finale                 |                         |                         | Demi-finales                     | Demi-finales                     | Demi-finales                     | Demi-finales                     |  |  | Finale                           | Finale                           | Finale                           | Finale                           |
|  |                                      |                                  |                                  |                                  |                         |                         |                                  |                                  |                                  |                                  |  |  |                                  |                                  |                                  |                                  |
|  | 10 décembre 2024 – Milwaukee, WI     | 10 décembre 2024 – Milwaukee, WI | 10 décembre 2024 – Milwaukee, WI | 10 décembre 2024 – Milwaukee, WI |                         |                         | 14 décembre 2024 – Las Vegas, NV | 14 décembre 2024 – Las Vegas, NV | 14 décembre 2024 – Las Vegas, NV | 14 décembre 2024 – Las Vegas, NV |  |  | 17 décembre 2024 – Las Vegas, NV | 17 décembre 2024 – Las Vegas, NV | 17 décembre 2024 – Las Vegas, NV | 17 décembre 2024 – Las Vegas, NV |
|  | 10 décembre 2024 – Milwaukee, WI     | 10 décembre 2024 – Milwaukee, WI | 10 décembre 2024 – Milwaukee, WI | 10 décembre 2024 – Milwaukee, WI |                         |                         | 14 décembre 2024 – Las Vegas, NV | 14 décembre 2024 – Las Vegas, NV | 14 décembre 2024 – Las Vegas, NV | 14 décembre 2024 – Las Vegas, NV |  |  | 17 décembre 2024 – Las Vegas, NV | 17 décembre 2024 – Las Vegas, NV | 17 décembre 2024 – Las Vegas, NV | 17 décembre 2024 – Las Vegas, NV |
|  | Bucks de Milwaukee                   | Bucks de Milwaukee               | 114                              | 114                              |                         |                         | 14 décembre 2024 – Las Vegas, NV | 14 décembre 2024 – Las Vegas, NV | 14 décembre 2024 – Las Vegas, NV | 14 décembre 2024 – Las Vegas, NV |  |  | 17 décembre 2024 – Las Vegas, NV | 17 décembre 2024 – Las Vegas, NV | 17 décembre 2024 – Las Vegas, NV | 17 décembre 2024 – Las Vegas, NV |
|  | Bucks de Milwaukee                   | Bucks de Milwaukee               | 114                              | 114                              |                         |                         | 14 décembre 2024 – Las Vegas, NV | 14 décembre 2024 – Las Vegas, NV | 14 décembre 2024 – Las Vegas, NV | 14 décembre 2024 – Las Vegas, NV |  |  | 17 décembre 2024 – Las Vegas, NV | 17 décembre 2024 – Las Vegas, NV | 17 décembre 2024 – Las Vegas, NV | 17 décembre 2024 – Las Vegas, NV |
|  | Magic d'Orlando                      | Magic d'Orlando                  | 109                              | 109                              |                         |                         | 14 décembre 2024 – Las Vegas, NV | 14 décembre 2024 – Las Vegas, NV | 14 décembre 2024 – Las Vegas, NV | 14 décembre 2024 – Las Vegas, NV |  |  | 17 décembre 2024 – Las Vegas, NV | 17 décembre 2024 – Las Vegas, NV | 17 décembre 2024 – Las Vegas, NV | 17 décembre 2024 – Las Vegas, NV |
|  | Magic d'Orlando                      | Magic d'Orlando                  | 109                              | 109                              | Bucks de Milwaukee      | Bucks de Milwaukee      | 110                              | 110                              |                                  |                                  |  |  | 17 décembre 2024 – Las Vegas, NV | 17 décembre 2024 – Las Vegas, NV | 17 décembre 2024 – Las Vegas, NV | 17 décembre 2024 – Las Vegas, NV |
|  | 11 décembre 2024 – New York, NY      |                                  |                                  |                                  | Bucks de Milwaukee      | Bucks de Milwaukee      | 110                              | 110                              |                                  |                                  |  |  | 17 décembre 2024 – Las Vegas, NV | 17 décembre 2024 – Las Vegas, NV | 17 décembre 2024 – Las Vegas, NV | 17 décembre 2024 – Las Vegas, NV |
|  |                                      |                                  | Hawks d'Atlanta                  | Hawks d'Atlanta                  | 102                     | 102                     |                                  |                                  |                                  |                                  |  |  | 17 décembre 2024 – Las Vegas, NV | 17 décembre 2024 – Las Vegas, NV | 17 décembre 2024 – Las Vegas, NV | 17 décembre 2024 – Las Vegas, NV |
|  | Knicks de New York                   | Knicks de New York               | Hawks d'Atlanta                  | Hawks d'Atlanta                  | 102                     | 102                     | 100                              | 100                              |                                  |                                  |  |  | 17 décembre 2024 – Las Vegas, NV | 17 décembre 2024 – Las Vegas, NV | 17 décembre 2024 – Las Vegas, NV | 17 décembre 2024 – Las Vegas, NV |
|  | Knicks de New York                   | Knicks de New York               | 14 décembre 2024 – Las Vegas, NV |                                  |                         |                         | 100                              | 100                              |                                  |                                  |  |  | 17 décembre 2024 – Las Vegas, NV | 17 décembre 2024 – Las Vegas, NV | 17 décembre 2024 – Las Vegas, NV | 17 décembre 2024 – Las Vegas, NV |
|  | Hawks d'Atlanta                      | Hawks d'Atlanta                  | 108                              | 108                              |                         |                         |                                  |                                  |                                  |                                  |  |  | 17 décembre 2024 – Las Vegas, NV | 17 décembre 2024 – Las Vegas, NV | 17 décembre 2024 – Las Vegas, NV | 17 décembre 2024 – Las Vegas, NV |
|  | Hawks d'Atlanta                      | Hawks d'Atlanta                  | 108                              | 108                              | Bucks de Milwaukee      | Bucks de Milwaukee      | 97                               | 97                               |                                  |                                  |  |  |                                  |                                  |                                  |                                  |
|  | 10 décembre 2024 – Oklahoma City, OK |                                  |                                  |                                  | Bucks de Milwaukee      | Bucks de Milwaukee      | 97                               | 97                               |                                  |                                  |  |  |                                  |                                  |                                  |                                  |
|  |                                      |                                  | Thunder d'Oklahoma City          | Thunder d'Oklahoma City          | 81                      | 81                      |                                  |                                  |                                  |                                  |  |  |                                  |                                  |                                  |                                  |
|  | Thunder d'Oklahoma City              | Thunder d'Oklahoma City          | Thunder d'Oklahoma City          | Thunder d'Oklahoma City          | 81                      | 81                      | 118                              | 118                              |                                  |                                  |  |  |                                  |                                  |                                  |                                  |
|  | Thunder d'Oklahoma City              | Thunder d'Oklahoma City          |                                  |                                  |                         |                         |                                  |                                  |                                  |                                  |  |  |                                  |                                  |                                  |                                  |
|  | Mavericks de Dallas                  | Mavericks de Dallas              | 104                              | 104                              |                         |                         |                                  |                                  |                                  |                                  |  |  |                                  |                                  |                                  |                                  |
|  | Mavericks de Dallas                  | Mavericks de Dallas              | 104                              | 104                              | Thunder d'Oklahoma City | Thunder d'Oklahoma City | 111                              | 111                              |                                  |                                  |  |  |                                  |                                  |                                  |                                  |
|  | 11 décembre 2024 – Houston, TX       |                                  |                                  |                                  | Thunder d'Oklahoma City | Thunder d'Oklahoma City | 111                              | 111                              |                                  |                                  |  |  |                                  |                                  |                                  |                                  |
|  |                                      |                                  | Rockets de Houston               | Rockets de Houston               | 96                      | 96                      |                                  |                                  |                                  |                                  |  |  |                                  |                                  |                                  |                                  |
|  | Rockets de Houston                   | Rockets de Houston               | Rockets de Houston               | Rockets de Houston               | 96                      | 96                      | 91                               | 91                               |                                  |                                  |  |  |                                  |                                  |                                  |                                  |
|  | Rockets de Houston                   | Rockets de Houston               |                                  |                                  |                         |                         |                                  | 91                               |                                  |                                  |  |  |                                  |                                  |                                  |                                  |
|  | Warriors de Golden State             | Warriors de Golden State         | 90                               | 90                               |                         |                         |                                  |                                  |                                  |                                  |  |  |                                  |                                  |                                  |                                  |
|  | Warriors de Golden State             | Warriors de Golden State         | 90                               | 90                               |                         |                         |                                  |                                  |                                  |                                  |  |  |                                  |                                  |                                  |                                  |
|  |                                      |                                  |                                  |                                  |                         |                         |                                  |                                  |                                  |                                  |  |  |                                  |                                  |                                  |                                  |